# Simone Alinovi
Simone Alinovi (Parma, 5 novembre 1997) è un giocatore di football americano italiano, wide receiver dei Panthers Parma e della nazionale italiana con cui si è laureato campione d'Europa nel 2021.

## Carriera

### Club
Si appassionò al football americano in seguito ad una visita dei Panthers Parma nella scuola media che frequentava ed alla visione dell'anime Eyeshield 21. Quindi a 14 anni lasciò il calcio e passò al settore giovanile dei Panthers, con cui nel 2013 vince lo Scudetto Under-19. Nella stagione 2014 esordì nel campionato di Prima Divisione IFL. Nel marzo del 2014 fu l'unico europeo ad essere convocato dal team Stars & Stripes per disputare la partita amichevole dell'evento annuale Global Bowl. Nel 2016 riprese a giocare con la franchigia parmigiana, dopo non averne fatto parte nella stagione 2015. Nella stagione 2021 poté partecipare per la prima volta all'Italian Bowl, dopo non aver giocato quello del 2014 in cui i Panthers persero contro i Seamen Milano, dopo aver battuto il 4 luglio in semifinale i Guelfi Firenze per 55-20 anche grazie a due suoi touchdown. Il 18 luglio 2021 con la vittoria dell'Italian Bowl si aggiudicò il suo primo scudetto, con i Panthers che batterono i campioni in carica Seamen per 40-34, partita nella quale mise a segno il touchdown all'overtime che consegnò la vittoria alla sua squadra.
Successivamente alla vittoria del campionato tackle, esordì anche nel campionato italiano di flag football, con la divisa dei Boschetto Hedgehogs. Alle finali nazionali non poté partecipare ma la squadra si posizionò comunque al 4º posto.
Il 1º luglio 2023 si aggiudica il suo secondo scudetto, vincendo il XLII Italian Bowl a Toledo, per 29-14 contro i Guelfi Firenze.

### Nazionale
Venne convocato in nazionale per la prima volta nel 2019 per disputare la prima di due partite di qualificazione al Campionato europeo 2020, contro l'Austria. Il 31 ottobre 2021 si laureò campione d'Europa con la nazionale dopo aver battuto la nazionale svedese nella finale del campionato europeo per 41-14, nella quale segnò anche due touchdown.
Il 24 novembre 2021 venne convocato nella nazionale italiana di flag football in vista dei Campionati del mondo in Israele. Il 7 dicembre, nella seconda giornata della manifestazione, mise a segno un touchdown contro il Brasile nella vittoria per 48-21 e si ripeté poi nel quarto di finale contro l'Austria, consentendo alla squadra di accedere alla semifinale. Al termine della manifestazione la nazionale si posizionò 4ª, dopo aver perso la semifinale contro il Messico e la finale per il terzo posto contro Panama.

## Palmarès

### Club

#### Competizioni giovanili
- Campionato italiano di football americano Under-15: 1

Panthers Parma: 2012
- Campionato italiano di football americano Under-19: 1

Panthers Parma: 2013

#### Competizioni nazionali
- Campionato italiano di football americano: 3

Panthers Parma: 2021, 2023, 2024

### Nazionale
- Campionato europeo di football americano: 1

Europa 2021